# Martín de los Heros
Martín María Pedro José Francisco de los Heros y de las Bárcenas (Manzaneda de Sierra, Valle de Carranza, 8 de noviembre de 1784-Madrid, 14 de marzo de 1859) fue un político liberal español.

## Biografía
Nació en Manzaneda de la Sierra, Valle de Carranza en 1783. Entró en la carrera de las armas, en el Cuerpo de Guardias de Corps. Participó en la guerra de la Independencia Española, terminando la contienda con el grado de teniente coronel. En 1818 fue nombrado Alcalde ad honorem de Valmaseda. Participó en la rebelión que dio lugar al Trienio liberal en Cabezas de San Juan, siendo teniente coronel.
Defensor de posturas liberales durante el Trienio, estuvo exiliado durante la Década Ominosa.
Ejerció de ministro del Interior entre el 27 de septiembre de 1835 y el 15 de mayo de 1836. En 1836 fue elegido diputado de las Constituyentes y, nuevamente ministro del interior, pero esta vez denominado de Fomento General del Reino.
En 1837 fue nombrado senador por la provincia de Madrid, convirtiéndose en 1857 en senador vitalicio.
En 1840 fue designado director de la Biblioteca Nacional de España (cargo que ejerció hasta 1843) e Intendente de la Real Casa y Patrimonio de la Corona de España. Fue separado de su cometido en 1843 y se retiró hasta 1854 a Valmaseda, de donde regresó a raíz de la revolución, para ser nuevamente Intendente de la Real Casa. Dimitió en 1856. Tiene calle dedicada en Madrid.
Falleció en Madrid en 1859, cuando era consejero de Estado. Fue autor de varios escritos, entre ellos la Historia de Valmaseda. En 1898 sus restos mortales fueron trasladados al panteón de la familia Hernández sito en el cementerio de Valmaseda (Vizcaya) por su sobrino y heredero Juan Bautista de Hernández y Gorrita.